# 三複合立方體
在幾何學中，三複合立方體（英語：Compound of three cubes，又稱為Cube 3-Compound），是一種非凸多面體，屬於星形多面體，外觀看起來像三個立方體卡在一起。這可以被看作是多面體和星形多面體的複合體。其出現於莫里茲·柯尼利斯·艾雪的作品《瀑布》中。

## 歷史
這種複合體最早描繪在馬克斯·布呂克納於1900年出版的著作《Vielecke und Vielflache》中。後來莫里茲·柯尼利斯·艾雪讀了馬克斯·布呂克納的著作後在自己的石版畫作品《瀑布》中也描繪了這種幾何結構。
而在15世紀的手稿《De quinque corporibus regularibus》也有關於立方體在三複合立方體的這種八面體對稱配置下的研究。在這手稿當中，皮耶罗·德拉·弗朗切斯卡繪製了一幅圍繞立方體外接的八面體的圖，其中八個立方體的邊位於八面體的八個面上。三複合立方體可以透過這種方式在八面體內部內接三個立方體來構成。不過，德拉·弗朗切斯卡沒有描繪出這個複合體。

## 性質
三複合立方體是一種由3個立方體互相嵌入所組成的複合多面體。這三個立方體沿著八面體群對稱性排列組成，換句話說，立方體以斜45度的柱體方式沿著3個座標軸分布，其對偶多面體為三複合正八面體。
若將三複合立方體視為一個簡單多面體，則其可以透過24組面來組成，每組面包含了1個等腰三角形、2個等腰直角三角形和2個梯形。這些等腰直角三角形的側邊長與梯形的高相等，且梯形的高與較短的底邊（上底）相等；等腰直角三角形的底邊與等腰三角形相等。若對應立方體的邊長為單位長，則等腰三角形與等腰直角三角形的底邊和斜邊為：
底邊{\displaystyle ={\sqrt {2}}-1\approx 0.41421}
斜邊{\displaystyle ={\frac {2{\sqrt {3}}-{\sqrt {6}}}{4}}\approx 0.25365}
等腰直角三角形的斜邊{\displaystyle =1-{\frac {\sqrt {2}}{2}}\approx 0.29289}
梯形的上底、下底、高和斜邊分別為：
上底{\displaystyle =1-{\frac {\sqrt {2}}{2}}\approx 0.29289}
下底{\displaystyle ={\frac {1}{2}}=0.5}
高{\displaystyle =1-{\frac {\sqrt {2}}{2}}\approx 0.29289}
斜邊{\displaystyle ={\frac {\sqrt {9-6{\sqrt {2}}}}{2}}\approx 0.35872}
則對應立體的表面積{\displaystyle A}為：
{\displaystyle A=72-45{\sqrt {2}}\approx 8.36}
| 組成三複合立方體的三種面。 紅色為等腰三角形、藍色為等腰直角三角形、 黃色為梯形 | 以左圖三種面的顏色 上色的三複合立方體 | 以立方體為單位上色 的三複合立方體 |

## 外部連結
- 埃里克·韦斯坦因. . MathWorld.